# Torben Grael
Torben Schmidt Grael (São Paulo; 22 de julio de 1960) es un regatista brasileño.
Hijo de Ingrid Schmidt y de Dickson Melges Grael, y sobrino de Axel y Erik Preben Schmidt, de origen danés, comenzó a navegar a la edad de 5 años con su abuelo, Preben Tage Axel Schmidt, en el yate "Ailen", de la clase 6 metros, que fue el utilizado por el equipo olímpico danés para conquistar la medalla de plata en los Juegos Olímpicos de Estocolmo 1912. Posteriormente navegó con su hermano Lars Grael, también medallista olímpico, en la Bahía de Guanabara. Su hija Martine Soffiatti Grael es campeona olímpica y mundial en la clase 49er FX, y su hijo Marco Soffiatti Grael también ha sido regatista olímpico en 49er. 
Comenzó a destacar en la clase Snipe, donde se formó, ganando el campeonato del mundo juvenil en 1978 y posteriormente el campeonato del mundo absoluto en 1983 y 1987 (hay que tener en cuenta que el campeonato mundial de esta clase no se celebra anualmente, sino cada dos años, por lo que es mucho más difícil acumular títulos mundiales). También ganó el campeonato de Brasil de la clase Snipe en 1981, 1981, 1987 y 1990.
Apodado Turbina por su manera de navegar, es el regatista con mayor número de medallas olímpicas en Vela de la historia, cinco, empatado con Robert Scheidt y con Ben Ainslie, y por delante de Paul Bert Elvstrøm, que tiene cuatro.

## Copa América
Fue el táctico del yate Luna Rossa, del equipo Prada Challenge, que disputó la 30.ª edición de la Copa América, perdiendo ante el Team New Zealand de Peter Blake. También formó parte de la tripulación del mismo equipo que disputó la Copa Louis Vuitton en Valencia en 2007.

## Regatas transoceánicas
Ganó la Volvo Ocean Race 2008-09.

| Predecesor: Sandra Pires Sídney 2000 | Abanderado de Brasil en los JJ. OO. de verano Atenas 2004 | Sucesor: Robert Scheidt Beijing 2008 |